# Annibal de Seguiran-Gardanne
Pour les articles homonymes, voir Seguiran et Gardanne (homonymie).
Annibal de Seguiran-Gardanne, dit le « Commandeur de Gardanne », mort à Marseille le 15 janvier 1721, est un officier de marine et gentilhomme français des XVIIe et XVIIIe siècles. Il rentre en France et intègre le corps des galères. Il termine sa carrière avec le grade de chef d'escadre des galères.

## Biographie

### Origines et famille
Annibal de Seguiran-Gardanne descend de la Maison de Séguiran, l'une des plus importantes familles de la noblesse de robe provençale, originaire de Barjols. Elle se divise en plusieurs branches et possède les terres de Vauvenargues, Auribeau, Bouc, Gardanne, Claps, Saint-Estève, la Foux et Fuveau. Les armes des Séguiran : d’azur au cerf saillant d’or, ont été enregistrées à l'Armorial général de France par plusieurs membres de cette famille, sans variation. Ces armes sont également celles du marquisat de Bouc, érigé en 1690 en faveur de Joseph de Séguiran qui fait hommage au roi le 11 août 1698 pour son marquisat de Bouc.
Il est le fils d'Henri de Séguiran-Badet, co-seigneur de Gardanne (né en 1609), avocat au parlement de Provence et d'Anne de Puget. De cette union naissent deux fils :
- Jean-Baptiste de Séguiran, co-seigneur de Gardanne ;
- Annibal de Séguiran-Gardanne.

### Carrière militaire
Comme beaucoup de fils cadet de famille noble, il est destiné à la carrière des armes ou au service de l’Église.
Il rentre en France et passe dans la Marine du Roi au sein du corps des galères. Sous-lieutenant de galère en 1668, il est nommé lieutenant de galère en 1680, puis capitaine de galère en 1683. Il combat pendant la guerre de Succession d'Espagne et est fait chef d'escadre des galères en 1715.
Réformé en 1721, il meurt à Marseille le 15 janvier 1721. Il avait fait enregistrer ses armes à l’armorial de Marseille : d’azur au cerf passant d’or (armes de la famille de Séguiran), au chef cousu de gueules chargé d’une croix d’argent (armes de l'ordre de Malte).

### Sources et bibliographie
- Frédéric d'Agay, La Provence au service du roi (1637-1831) : Officiers des vaisseaux et des galères, 2 volumes, Honoré Champion, 1er mars 2011, p. 332 ;
- Liste des commandeurs de Puymoisson, [lire en ligne]